# Grube 10
Die Grube 10 ist ein ehemaliger Kalksteinbruch im Haaner Ortsteil Gruiten am Rande des Waldgebiets Osterholz an der Stadtgrenze zu Wuppertal. Südlich des Bruches verläuft der Krudtscheider Bach, westlich der Bäusenberger Bach.
Aus dem Steinbruch wurde dolomitisierter Massenkalk aus dem Gruiten-Dornaper Massenkalkzug abgebaut. Nach Einstellung des Abbaus siedelten sich seltene Pflanzen- und Tierarten in der Grube 10 an.
Der Biotopkomplex besteht aus Kalk-Magerrasen, Blockschutthalden, Pionierwald, exponierten Felsköpfen, Kleingewässern. Zu den besonders bemerkenswerte Pflanzen-Vorkommen zählen das Bienen-Ragwurz (Ophrys apifera), der Hirschzungenfarn (Phyllitis scolopendrium) und das Tausendgüldenkraut (Centaurium erythraea). Geschützt ist das Gebiet als Bestandteil des Landschaftsschutzgebietes „Gruiten Nord-Ost/Hahnenfurth“.
Seit Anfang 2008 ist der AG Natur + Umwelt Haan e.V. (AGNU) Pächter des Gebiets und entwickelt das Biotop im Sinne des Naturschutzes weiter.

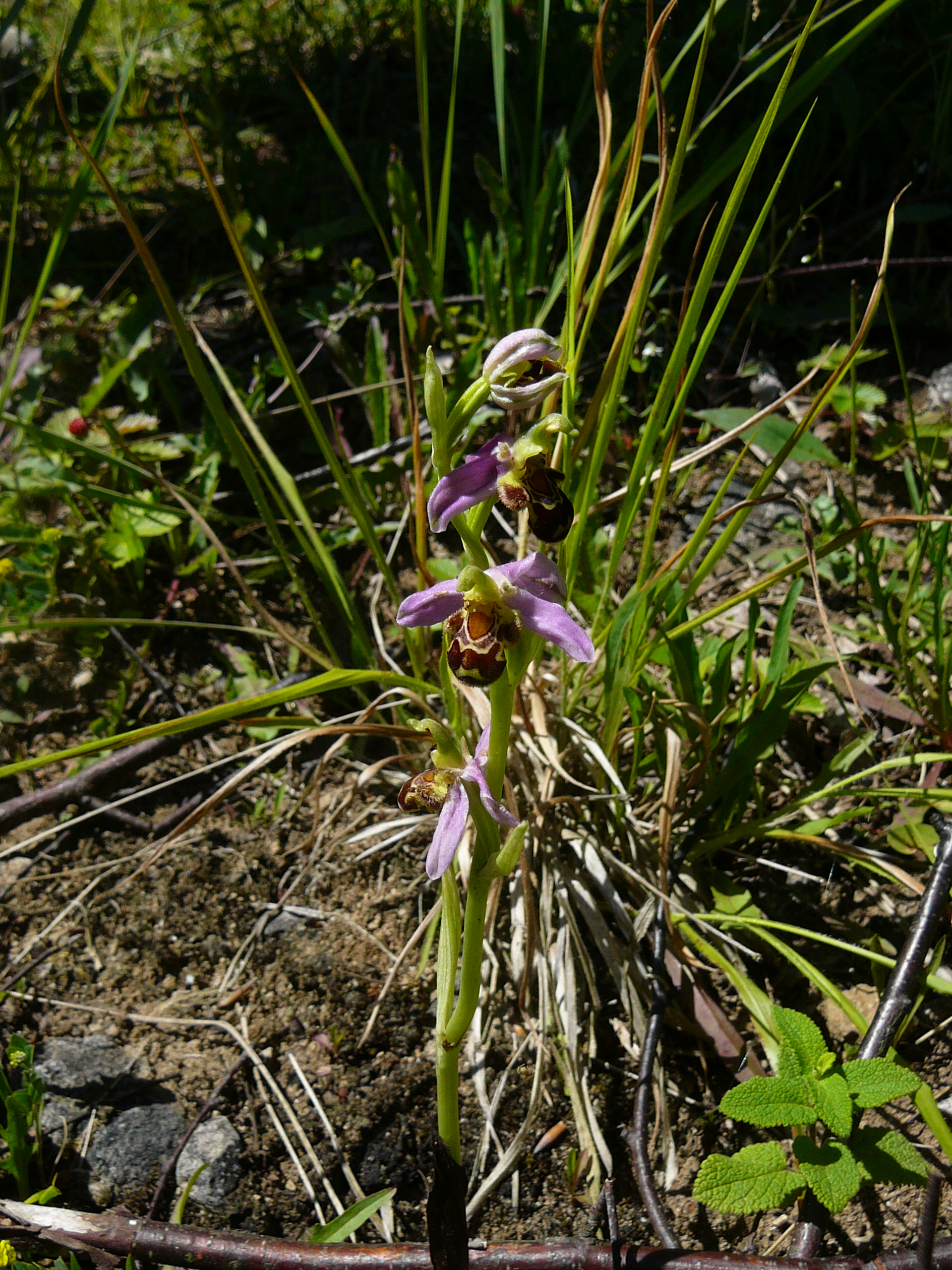
3D Geländemodell der Grube 10
- Bienen-Ragwurz in der Grube 10